# Suttonia fauriei
Suttonia fauriei là một loài thực vật có hoa trong họ Anh thảo. Loài này được (H. Lév.) H. Lév. miêu tả khoa học đầu tiên năm 1912.